# Столкновения в Бейруте (2021)
Столкновения в Бейруте — серия столкновений между, начавшаяся 14 октября 2021 года в Бейруте, Ливан. Столкновения были признаны самыми массовыми со времён Шиитского путча. В результате столкновений погибло 6 человек, более 60 были ранены, 9 человек задержали.

## Предпосылки
Ливан находился в состоянии финансового кризиса с 2019 года, и ситуация постепенно ухудшалась с пандемией COVID-19 и взрывами в порту Бейрута. Осенью 2021 года ливанский энергетический рынок рухнул из-за нехватки топлива, 9 октября 2021 года страна погрузилась в 24-часовое национальное отключение электроэнергии.
8 августа 2020 года в Ливане начались беспорядки. Протестующие возложили ответственность за взрывы в порту Бейрута и требовали об отставке технократов во главе с премьер-министром Хасаном Диабом и проведения досрочных парламентских выборов. В ходе протестов пострадали 728 человек, 19 активистов были задержаны.

## Хронология событий
Массовые акции сторонников ливанских шиитских движений Амаль и Хезболла на площади перед Дворцом правосудия начались 14 октября. Протестующие требовали отставки судьи, руководящего расследованием взрывов в порту Бейрута.
Вскоре в районах Эт-Тайюни и Бадаро в Западном Бейруте началась перестрелка. В столкновения с движениями Амаль и Хезболлах вступила оппозиционная христианская партия Ливанские силы.
Предположительно, беспорядки спровоцировал снайпер, начавший огонь по толпе с одного из зданий. Военный также сообщили, что обнаружили на месте протестов неразорвавшуюся гранату. Был произведён контролируемый взрыв.
На корреспондента местного телеканала MTV напали протестующие.

## Реакция
Президент Ливана Мишель Аун заявил в телеобращении, что виновные будут привлечены к ответственности, и заявил «сегодня я установил контакты с соответствующими сторонами, чтобы разобраться в том, что произошло, и, самое главное, убедиться, что это никогда не повторится». Он сравнил столкновения с гражданской войной в Ливане, заявив, что «это вернуло нас в те дни, про которые мы говорили, что никогда их не забудем и никогда не повторим». Также он пообещал провести тщательное расследование причин перестрелки.
Премьер-министр Наджиб Микати заявил, что в Ливане 15 октября будет объявлено днём траура. Позже он сказал журналистам, что столкновения очень большая проблема для его правительства, но они будут преодолены, заявив, что «Ливан переживает трудный период. Мы похожи на пациента перед отделением неотложной помощи».
Представитель Госдепартамента США Нэд Прайс призвал к уменьшению напряжённости между политическими партиями.
Пресс-секретарь Генерального секретаря ООН Антониу Гутерриш заявил, что «Генеральный секретарь ООН Антониу Гутерриш призывает всех, кого это касается, в Ливане немедленно прекратить акты насилия и воздерживаться от провокационных действий».